# Biatlon op de Olympische Jeugdwinterspelen 2012 - Gemengde estafette
De gemengde estafette tijdens de Olympische Jeugdwinterspelen 2012 vond plaats op donderdag 19 januari 2012. De meisjes gingen eerst van start en legden elk 6 kilometer af, de jongens liepen elk 7,5 km. Duitsland won ruim. Het als tweede geëindigde Rusland werd gediskwalificeerd omdat de startloopster van het parcours was afgeweken

## Uitslag
| #      | Bib | Land/Namen                                                                      | Straf (L+S)                              | Tijd                                      | Verschil |
| ------ | --- | ------------------------------------------------------------------------------- | ---------------------------------------- | ----------------------------------------- | -------- |
| Goud   | 1   | Duitsland Franziska Preuss Laura Hengelhaupt Maximilian Janke Niklas Homberg    | 0+4 0+3 0+0 0+2 0+1 0+0 0+2 0+1          | 1:11.06,8 16.26,0 16.40,4 18.56,0 19.04,4 | 0,0      |
| Zilver | 2   | Noorwegen Kristin Sandeggen Karoline Naess Haakon Livik Kristian Andre Aalerud  | 0+3 0+5 0+1 0+0 0+1 0+1 0+0 0+3          | 1:13.11,7 17.07,3 17.56,4 19.33,5 18.34,5 | +2.04,9  |
| Brons  | 4   | Frankrijk Lea Ducordeau Chloe Chevalier Fabien Claude Aristide Begue            | 0+5 1+7 0+1 0+0 0+2 1+3 0+1 0+2          | 1:13.27,8 17.13,8 18.24,1 19.08,8 18.41,1 | +2.21,0  |
| 4      | 6   | Oekraïne Julija Czurawok Anastazija Merkuszyna Dmytro Ignatiew Maksym Iwko      | 0+5 3+7 0+0 0+1 0+1 0+2 0+1 1+3          | 1:14.47,5 17.02,6 16.41,3 20.55,5 20.08,1 | +3.40,7  |
| 5      | 7   | Italië Lisa Vittozzi Anna Savin Federico Di Francesco Xavier Guidetti           | 0+5 0+6 0+2 0+3 0+0 0+1 0+2 0+1 0+1 0+1  | 1:15.46,6 17.44,8 18.07,4 19.58,8 19.55,6 | +4.39,8  |
| 6      | 5   | Zweden Linn Persson Lotten Sjoden Mattias Jonsson Niklas Forsberg               | 3+9 0+3 0+0 0+0 0+3 0+0 2+3 0+1 1+3 0+2  | 1:16.02,9 17.08,9 17.25,5 21.18,9 20.09,6 | +4.56,1  |
| 7      | 9   | Tsjechië Erika Jislova Jessica Jislova Adam Vaclavik Ondrej Hosek               | 0+7 1+8 0+3 0+2 0+0 0+2 0+1 1+3 0+3 0+1  | 1:17.11,5 18.56,7 17.41,7 19.48,8 20.44,3 | +6.04,7  |
| 8      | 16  | Estland Maarja Maranik Meril Beilmann Tarvi Sikk Rene Zahkna                    | 1+8 3+10 0+3 0+1 0+1 1+3 1+3 1+3         | 1:17.29,3 18.19,8 18.19,4 20.42,3 20.07,8 | +6.22,5  |
| 9      | 18  | Canada Sarah Beaudry Danielle Vrielink Aidan Millar Stuart Harden               | 3+5 2+8 0+2 0+2 0+0 0+2 3+3 2+3 0+0 0+1  | 1:17.29,7 17.33,5 17.46,0 23.21,8 18.48,4 | +6.22,9  |
| 10     | 8   | Wit-Rusland Tatsiana Tryfanawa Ludmiła Kiaura Wiktar Krjuko Raman Małusza       | 4+7 0+3 4+3 0+1 0+1 0+1 0+2 0+0          | 1:17.36,8 20.10,6 18.17,1 19.09,3 19.59,8 | +6.30,0  |
| 11     | 10  | Slovenië Eva Urevc Anthea Grum Vid Zabret Miha Dovzan                           | 0+8 2+9 0+3 2+2 0+2 0+2 0+3 0+2 0+0 0+3  | 1:18.07,6 19.13,7 18.42,5 20.32,4 19.39,0 | +7.00,8  |
| 12     | 12  | Polen Kinga Mitoraj Beata Lassak Jakub Topór Mateusz Janik                      | 2+8 2+10 1+3 2+3 0+0 0+3 0+2 0+3 1+3 0+1 | 1:18.55,5 19.39,7 18.42,1 19.45,1 20.48,6 | +7.48,7  |
| 13     | 13  | Oostenrijk Julia Reisinger Magdalena Millinger Michael Pfeffer Thorsten Bischof | 1+7 3+9 0+3 0+0 0+1 1+3 0+0 1+3 1+3 1+3  | 1:19.05,3 17.33,9 18.54,9 20.05,4 22.31,1 | +7.58,5  |
| 14     | 11  | Verenigde Staten Anna Kubek Aleksandra Zakrzewska Nick Proell Sean Doherty      | 4+10 0+6 0+2 0+1 0+2 0+1 1+3 0+2 3+3 0+2 | 1:20.03,4 17.50,4 19.52,4 21.31,3 20.49,3 | +8.56,6  |
| 15     | 17  | Bulgarije Daniela Kadewa Mariela Gerogiewa Radi Pałewski Denisław Szehtanow     | 0+2 1+6 0+0 0+0 0+1 1+3 0+1 0+1 0+0 0+2  | 1:20.19,6 19.20,6 19.41,6 20.18,7 20.58,7 | +9.12,8  |
| 16     | 15  | Finland Jenny Ingman Erik Janka Heikki Laitinen Antti Repo                      | 3+10 1+9 1+3 0+2 1+3 0+3 0+1 0+1 1+3 1+3 | 1:20.54,2 19.11,7 20.01,4 20.13,6 21.27,5 | +9.47,4  |
| 17     | 14  | Slowakije Ivona Fialkova Nikola Lapinova Ondrej Kosztolanyi Peter Oravec        | 4+7 7+10 2+3 2+3 2+3 1+3 0+1 0+1 0+0 4+3 | 1:24.42,9 20.03,7 21.20,8 20.29,4 22.49,0 | +13.36,1 |
| -      | 3   | Rusland Uliana Kajszewa Natalja Gerbułowa Aleksei Kuzniecow Iwan Gałuszkin      | 0+4 0+5 0+0 0+1 0+1 0+2 0+1 0+1 0+2 0+1  | 1:12.54,0 16.21,3 17.11,8 20.11,5 19.09,4 | DSQ      |